# Bulgogi
Bulgogi (불고기) é um prato típico da cozinha coreana, feito de carne marinada grelhada em molho de soja , alho picado e semente de gergelim, e servido com verduras.

## Ver também

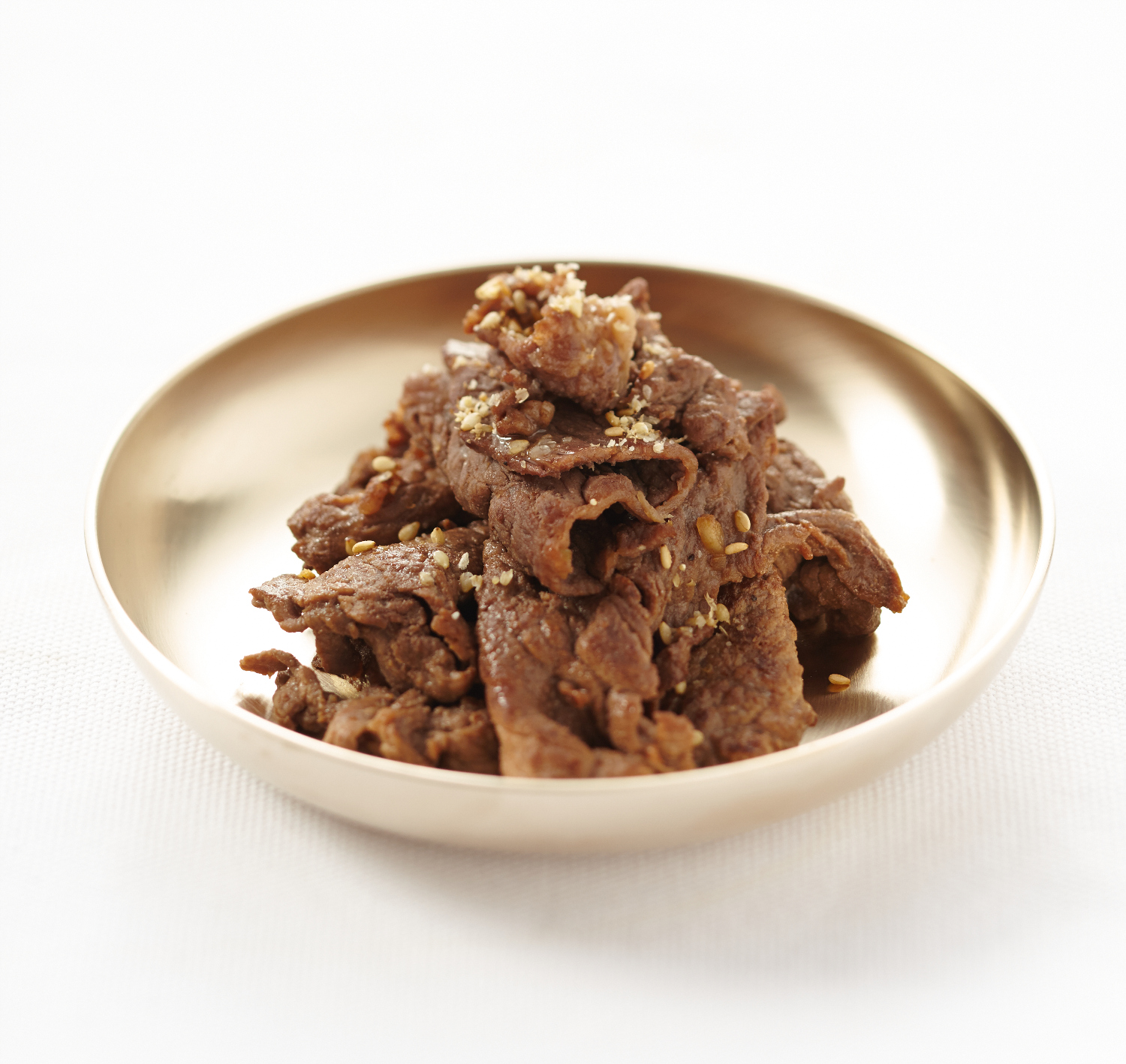
Bulgogi